# Topobea
Topobea é um género botânico pertencente à família Melastomataceae.